# سواحب (جبلة)

تعديل مصدري - تعديل

سواحب محلة تابعة لقرية جرن الجبل، التابعة لعزلة وراف بمديرية جبلة إحدى مديريات محافظة إب في الجمهورية اليمنية، بلغ تعداد سكانها 42 حسب تعداد اليمن لعام 2004.